# Li Bassinia
Li Bassinia (en français : la bassine) est une fontaine monumentale située au centre de la Grand-Place de la ville belge de Huy en province de Liège. 
Elle tient son nom de sa grande cuve en bronze datée de 1406. Elle est une des "quatre merveilles" de la ville de Huy.

## Description
Cette fontaine est constituée d'un bassin en bronze reposant sur trois assises de blocs de calcaire de Meuse taillés et solidarisés par des agrafes de fer. Cette cuve est ornée de quatre tours à créneaux complétées à leur base d'autant de gueules de poissons laissant couler un filet d'eau. Ces tours alternent avec quatre statuettes représentant sainte Catherine (patronne du quartier industriel), saint Domitien et saint Mengold (saints-patrons de la ville) ainsi qu'Ansfrid, dernier comte de Huy (au Xe siècle). Une cinquième statuette a été ajoutée plus haut et au centre en 1596. Il s'agit du Cwèrneû (en français : le sonneur de cor), personnage emblématique de la ville. Au sommet du monument, trône l'aigle bicéphale rappelant l'appartenance de Huy à la Principauté de Liège et au Saint-Empire germanique.
Quatre hauts bacs périphériques en pierre bleue alternent avec les supports du dais de ferronnerie et entourent la fontaine primitive. Ils datent de 1881 et remplacent la structure précédente qui avait été construite au XVIIe siècle.
Depuis sa création en 1406, la fontaine est alimentée par une pompe amenant l’eau d’une source située dans le quartier Sainte-Catherine.
En septembre 2009, la fontaine a été démontée et a fait l'objet d'une restauration approfondie. Elle a rejoint la grand-place en avril 2019.
Elle est reprise sur la Liste du patrimoine exceptionnel de la Région wallonne et est classée depuis le 1er août 1983.

### Source et liens externes
- Fontaine Li Bassinia, Cuivre, laiton, dinanderie mosane, laitonmosan.org

- Ressource relative à l'architecture :   - Patrimoine classé de Wallonie